# Richard Russell (producteur)
 (août 2018).
Si vous disposez d'ouvrages ou d'articles de référence ou si vous connaissez des sites web de qualité traitant du thème abordé ici, merci de compléter l'article en donnant les références utiles à sa vérifiabilité et en les liant à la section « Notes et références ».
Pour les articles homonymes, voir Richard Russell (homonymie).
Richard Russell est un producteur et réalisateur artistique anglais né le 8 mars 1971 à Londres. Il fonde en 1989, avec Tim Palmer et Nick Halkes, le label britannique indépendant XL Recordings qu'il dirige encore aujourd'hui.

## Productions et coproductions
- 2010 - Gil Scott-Heron - I'm New Here
- 2011 - Gil Scott-Heron & Jamie xx - We're New Here
- 2011 - DRC Music - Kinshasa One Two
- 2012 - Bobby Womack - The Bravest Man in the Universe
- 2014 - Damon Albarn - Everyday Robots
- 2015 - Ibeyi - Ibeyi
- 2017 - Everything Is Recorded - Close But Not Quite EP
- 2017 - Ibeyi - Ash
- 2018 - Everything Is Recorded - Everything Is Recorded by Richard Russell
- 2020 - Everything Is Recorded - Friday Forever
- 2022 - Ibeyi - Spell 31
- 2023 - Peter Gabriel - i/o
- 2024 - Sam Morton - Daffodils & Dirt
- 2025 - Everything Is Recorded - Temporary